# Incidente dell'equinozio d'autunno
L'Incidente dell'equinozio d'autunno è un evento avvenuto il 26 settembre 1983, quando il sistema radar di rilevamento precoce di attacco nucleare dell'Unione Sovietica registrò un lancio di missili balistici intercontinentali USAF Minuteman dalle basi degli Stati Uniti. Questi allarmi furono correttamente identificati come falsi da Stanislav Evgrafovič Petrov, un ufficiale delle Vojska PVO (le truppe di difesa aerea), che scelse così di non contrattaccare. Tale decisione evitò un attacco nucleare di reazione contro gli Stati Uniti e i suoi alleati NATO. In seguito, l'analisi del sistema di allarme satellitare confermò il malfunzionamento.

## In dettaglio
Il 26 settembre 1983, al culmine della guerra fredda, a Petrov fu richiesto di sostituire l'ufficiale di servizio al bunker Serpuchov 15, vicino a Mosca, con il compito di monitorare il sistema satellitare posto a sorveglianza dei siti missilistici statunitensi, interpretandone e verificandone i dati, per informare i suoi superiori di un eventuale attacco nucleare contro l'Unione Sovietica. Nel caso in cui si fosse presentato un attacco, la strategia dell'Unione Sovietica era quella di lanciare immediatamente un contrattacco nucleare su vasta scala contro gli Stati Uniti, secondo la dottrina della distruzione mutua assicurata.

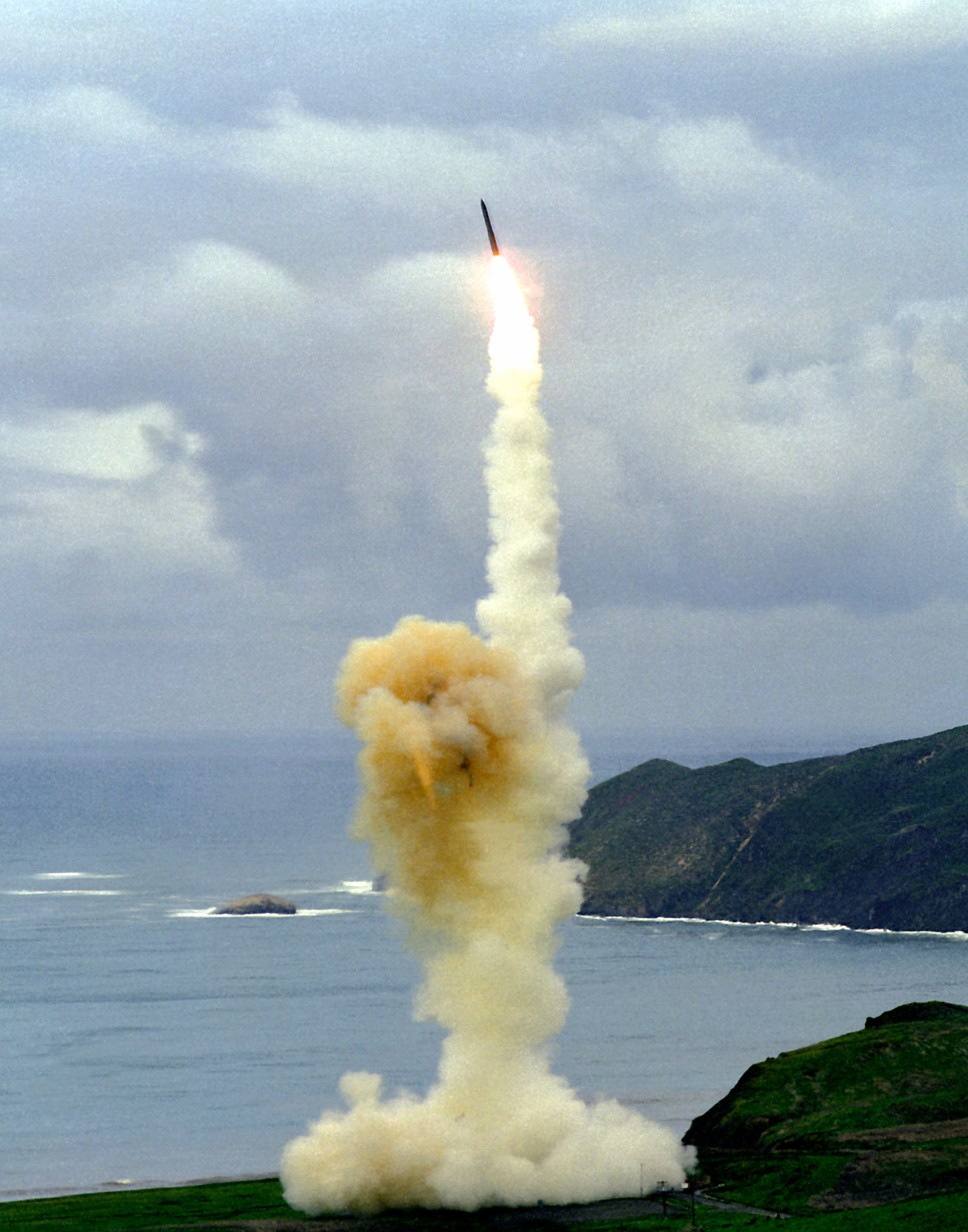
Il lancio di un missile Minuteman III; questi missili erano stanziati nei silos USA, compreso quello di Malmstrom, all'epoca dell'incidente; l'efflorescenza del lancio è l'elemento che i satelliti russi ritennero di aver rilevato, innescando l'allarme che venne correttamente individuato come falso da Petrov.

Alle 00:14 (ora di Mosca) il sistema satellitare OKO, una costellazione di satelliti della serie Cosmos destinati a questo uso specifico e dotati di appositi rivelatori (un esempio è il Cosmos 1518), andò in allarme segnalando un missile lanciato dalla base di Malmstrom, in Montana, e presumibilmente in viaggio verso il territorio sovietico; il sistema arrivò a contare fino a 101 satelliti fino al suo rimpiazzo col nuovo Tundra/EKS nel 2000 e garantiva una copertura notevole, lavorando sulla banda dell'infrarosso. Petrov, ritenendo inverosimile un attacco con un unico missile, pensò a un errore del sistema e non segnalò ai suoi superiori l'accaduto. Pochi minuti dopo il satellite segnalò altre quattro volte un report uguale, per un totale di cinque missili nucleari potenzialmente in viaggio verso l'URSS. Lanciare l'allarme, assecondando quanto riportato dal sistema, avrebbe avviato la risposta nucleare verso gli Stati Uniti da parte sovietica, tuttavia Petrov, che conosceva bene le peculiarità del sistema satellitare, ritenne che un attacco con soli cinque missili fosse troppo esiguo rispetto alla dotazione statunitense e si convinse che si stesse trattando di una serie di errori, considerando anche che non erano arrivate segnalazioni analoghe da nessun altro sistema in uso. Alla fine Petrov, con i presunti missili lanciati ancora in volo, decise di riportare il tutto come un malfunzionamento del sistema, anziché come un reale attacco nucleare dagli Stati Uniti all'Unione Sovietica. La decisione si rivelò corretta.
Venne poi accertato che si trattava realmente di un falso allarme, dovuto a una particolare congiunzione astronomica tra la Terra, il Sole e l'orbita del sistema satellitare OKO, collegata all'equinozio autunnale appena verificatosi (l'accaduto viene infatti ricordato come "incidente dell'equinozio d'autunno"), che aveva dato inaspettatamente luogo a consistenti riflessi solari su nubi ad alta quota, erroneamente identificati come lanci di missili. Petrov aveva interpretato i dati e gli ordini nel modo corretto, con beneficio per tutto il pianeta; tuttavia l'evento avrebbe messo in pessima luce la tecnologia delle apparecchiature impegnate nel monitoraggio dei siti missilistici statunitensi perciò venne messo in prepensionamento.

## Similitudini
Un fatto analogo avvenne durante la crisi dei missili di Cuba, nel 1962, quando Vasilij Aleksandrovič Archipov, in qualità di comandante in seconda del sottomarino sovietico B-59 della classe Foxtrot, si oppose al lancio di un siluro nucleare da parte del suo comandante, malgrado il suo sottomarino fosse stato oggetto del lancio di bombe di profondità da parte di un gruppo da combattimento della US Navy composto dalla portaerei USS Randolph e da undici cacciatorpediniere. In quel caso il rischio fu ancora più immediato perché l'attacco americano era avvenuto davvero, dopo che le navi della scorta avevano rilevato il sottomarino e tentato di costringerlo con le bombe di profondità all'emersione per identificarlo; il lancio per autodifesa non richiedeva l'approvazione preventiva da parte della catena di comando sovietica, ma soltanto la conferma della "doppia chiave", un sistema per cui due autenticazioni distinte dovevano essere immesse da due diversi responsabili dell'unità, nello specifico il comandante e il commissario politico; in quel particolare caso però Archipov era sia vice-comandante che commodoro della flottiglia alla quale apparteneva il B-59 e per il lancio del siluro era richiesta la sua specifica approvazione, quindi fu lui stesso, opponendosi, a rendere impossibile il lancio.
Altro episodio avvenne nello stesso giorno, quando un ricognitore Lockheed U-2 statunitense in volo sopra il Polo Nord perse la rotta a causa dell'aurora boreale e finì per violare lo spazio aereo sovietico. Immediatamente vennero inviati aerei da caccia sovietici per intercettarlo, temendo che fosse un bombardiere nucleare; dall'altra parte s'inviarono degli intercettori F-102 con missili aria-aria sia convenzionali che a testata nucleare AIM-26 Super Falcon per scortare l'U-2 in patria, e solo l'uscita dell'aereo, che nel frattempo aveva esaurito il carburante e stava veleggiando verso lo spazio internazionale, evitò una battaglia forse nucleare nei cieli artici.
Nell'ottobre del 2015 venne amplificata dai media una circostanza similare che si sarebbe verificata nell'ottobre del 1962, venuta alla luce sul versante USA da conversazioni tra un ex militare della base militare statunitense di Kadena e un giornalista giapponese, sviluppate dall'estate del 2014 e già parzialmente rese note nel marzo 2015. Nella circostanza un missile Nike Hercules, di un reparto che all'epoca nella base di Naha veniva tenuto permanentemente in prontezza operativa elevata e con le testate nucleari montate sui missili, partì accidentalmente per un salto di tensione durante delle prove sui circuiti, sfondando un reticolato ed arrivando sulla spiaggia, dove la testata si staccò dal corpo del missile e rimbalzò "come una pietra".